# مولينيا
المولينية أو المولينيا (الاسم العلمي: Molinia) أو حشيشة السبخات (بالإنجليزية: moor grass)‏ هي جنس من النباتات يتبع فصيلة النجيلية من الرتبة القبئيات.